# 언론통폐합
언론 통폐합 정책(言論統廢合 政策, 영어: Policy for Merger and Abolition of the Press)은 1980년 11월 30일부터 대한민국 제5공화국 전두환 정부에 의해 추진된 언론 통폐합 조치이다.

## 전개
- 1979년 10·26 사건과 12·12 군사반란을 거치면서 실권을 잡은 전두환은 계엄포고령에 따라 모든 언론 보도를 검열했다.
- 1980년 2월 전두환은 보안사 정보처에 언론반을 신설했다.
- 언론반에서는 K공작계획으로 언론인을 회유하고 언론사의 논조를 민주화 여론에 부정적인 방향으로 전환하기 위한 언론 공작을 했다.
- 이러한 언론인 접촉 공작은 1980년 8월 하순까지 추진됐다. 보안사와 중앙정보부는 파악된 언론인들의 동정, 언론사 시안 등을 토대로 언론의 공정성, 공공성을 회복하기 위해 언론 통폐합 사전 작업을 했다.[1]

- 1980년 11월 11일 신군부는 정국 안정을 위해 언론통폐합이 필요하다는 인식 하에 언론통폐합의 실행을 결심하고, 허문도 등은 ｢언론창달계획｣을 입안, 1980년 11월 12일 전두환 대통령의 결재를 득한 후, 집행을 보안사에 위임했다.
- 집행을 위임받은 보안사는 1980년 11월 12일 오후 6시경부터 언론사 사주들을 연행․소환하여 통폐합조치를 통보하고 이의가 없다는 내용의 각서를 받았다.[2]

- 전두환 대통령의 지시 아래, 1980년 11월 14일 한국방송협회, 신문협회 등은 총회를 열고 방송, 신문 통합 등 소위 '대한민국 언론의 개혁'을 골자로 하는 건전 언론 육성과 창달에 관한 결의문을 발의했다.
- 이에 따라 중앙지 신문은 7개에서 6개로, 지방지 신문도 14개에서 10개로 줄었다. 합동통신과 동양통신이 해체·통합되면서 연합통신이 설립되어 대한민국의 유일무이한 통신사가 됐다.

- 방송에선, 한국방송공사가 민영 방송인 동양방송(서울본사 및 부산지국), 동아방송, 전일방송, 서해방송, 한국FM을 인수 합병하고, 민영방송 문화방송의 주식 65％를 강제 불법인수함으로써 대한민국 최대의 언론 기관이 됐고, 문화방송은 제휴민영방송사인 춘천문화방송, 원주문화방송, 강릉문화방송(現MBC강원영동 강릉방송국), 삼척문화방송(現MBC강원영동 삼척방송국), 대전문화방송, 청주문화방송(現MBC충북 청주방송국), 충주문화방송(現MBC충북 충주방송국), 전주문화방송, 광주문화방송, 목포문화방송, 여수문화방송, 대구문화방송, 안동문화방송, 포항문화방송, 부산문화방송, 울산문화방송, 마산문화방송(現MBC경남 창원본부), 진주문화방송(現MBC경남 진주본부), 남양문화방송(現제주문화방송)의 지분의 반 이상(35%)을 서울문화방송으로 강제 양도 시키고, 한국방송공사에게 자사의 주식 65%가 강제로 넘어가며 법적 공영방송이 되었다.

- 민주화운동에 기여해왔다는 평가를 받는 CBS기독교방송은 보도 기능을 폐지당하고 종교방송만 방송하게 했다.
- 이후 대한민국의 방송국은 한국방송공사, 문화방송계열국, CBS기독교방송, 극동방송, 아세아방송 등 26개로 축소됐다.

| 언론사 | 구분 | 통폐합 이전                                                       | 통폐합 이후  | 재편 후 언론사 |
| ------ | --- | ----------------------------------------------------------------- | ------------ | --- |
| 신문사 | 종합지 | 경향신문 ← 신아일보                                               | 경향신문     | 경향신문 · 동아일보 · 서울신문 · 조선일보 · 중앙일보 · 한국일보 |
| 신문사 | 경제지 | 서울경제 → 한국일보                                               | ─            | 한국경제신문 · 매일경제 |
| 신문사 | 경제지 | 일간 내외경제 → 코리아 헤럴드                                     | ─            | 한국경제신문 · 매일경제 |
| 신문사 | 영자지 | ─                                                                 | ─            | 코리아타임스 · 코리아 헤럴드 |
| 신문사 | 지방지 | 부산일보 ← 국제신문                                               | 부산매일신문 | 강원일보 · 경기신문 · 경남신문 · 광주일보 · 대구매일신문 · 대전일보 · 부산매일신문 · 전북신문 · 제주신문 · 충청일보 |
| 신문사 | 지방지 | 경남매일신문 ← 경남일보                                           | 경남신문     | 강원일보 · 경기신문 · 경남신문 · 광주일보 · 대구매일신문 · 대전일보 · 부산매일신문 · 전북신문 · 제주신문 · 충청일보 |
| 신문사 | 지방지 | 매일신문 ← 영남일보                                               | 대구매일신문 | 강원일보 · 경기신문 · 경남신문 · 광주일보 · 대구매일신문 · 대전일보 · 부산매일신문 · 전북신문 · 제주신문 · 충청일보 |
| 신문사 | 지방지 | 전남일보 ← 전남매일신문                                           | 광주일보     | 강원일보 · 경기신문 · 경남신문 · 광주일보 · 대구매일신문 · 대전일보 · 부산매일신문 · 전북신문 · 제주신문 · 충청일보 |
| 통신사 | | 동양통신 ＋ 합동통신 ← 시사통신 · 경제통신 · 산업통신             | 연합통신     | 연합통신 |
| 방송사 | | 한국방송공사 ← 동양방송 · 동아방송 · 전일방송 · 서해방송 · 한국FM | 한국방송공사 | 한국방송공사 · 문화방송 · 춘천문화방송 · 원주문화방송 · 강릉문화방송 · 삼척문화방송 · 대전문화방송 · 청주문화방송 · 충주문화방송 · 전주문화방송 · 광주문화방송 · 목포문화방송 · 여수문화방송 · 대구문화방송 · 안동문화방송 · 포항문화방송 · 부산문화방송/부산문화TV방송 · 울산문화방송 · 마산문화방송/마산문화TV방송 · 진주문화방송 · 남양방송 · CBS기독교방송 · 극동방송 · 아세아방송 |
| 방송사 | 문화방송 · 춘천문화방송 · 원주문화방송 · 강릉문화방송 · 삼척문화방송 · 대전문화방송 · 청주문화방송 · 충주문화방송 · 전주문화방송 · 광주문화방송 · 목포문화방송 · 여수문화방송 · 대구문화방송 · 안동문화방송 · 포항문화방송 · 부산문화TV방송 · 울산문화방송 · 마산문화방송/마산문화TV방송 · 진주문화방송 · 남양방송 | (문화방송 제휴국 21개사의 지분 51%이상이 문화방송으로 강제양도됨) |              | 한국방송공사 · 문화방송 · 춘천문화방송 · 원주문화방송 · 강릉문화방송 · 삼척문화방송 · 대전문화방송 · 청주문화방송 · 충주문화방송 · 전주문화방송 · 광주문화방송 · 목포문화방송 · 여수문화방송 · 대구문화방송 · 안동문화방송 · 포항문화방송 · 부산문화방송/부산문화TV방송 · 울산문화방송 · 마산문화방송/마산문화TV방송 · 진주문화방송 · 남양방송 · CBS기독교방송 · 극동방송 · 아세아방송 |

## 같이 보기
방송사
- 한국방송공사
- 문화방송
- CBS기독교방송
- 동양방송
- 동아방송
- 극동방송

인물
- 전두환
- 노태우
- 정호용
- 허문도

법률 및 기관 등 기타 관련 항목
- K-공작 계획
- 언론기본법
- 5·17 비상계엄 확대 조치
- 자동차공업 합리화조치
- 기무사령부
- 중앙정보부